# Saison 1 de Dexter
Chronologie
Saison 2
La première saison de la série télévisée américaine Dexter comporte 12 épisodes diffusés du 1er octobre au 17 décembre 2006.

## Généralités
L'ambiance et l'intrigue de cette saison mettent en place les personnages et leur psychologie en faisant découvrir le monde de Dexter, son histoire, sa famille et son entourage. Dès le premier épisode est introduit l'arc narratif du tueur au camion frigorifique (The Ice Truck Killer en VO).
En France, la série a été diffusée sur Canal+, chaîne payante, à partir du 17 mai 2007 et sur TF1, chaîne gratuite, à partir du 18 février 2010.

## Résumé de la saison
Dexter est présenté comme un tueur en série. Pour masquer cette activité de tueur en série, Dexter travaille pour la police de Miami, au département de la Criminelle : il y est expert en médecine légale spécialisé dans l'analyse de traces de sang.
Le tueur au camion frigorifique (The Ice Truck Killer) est un tueur en série à la méthodologie qui fascine Dexter. Au début de l'enquête, Dexter ne sait pas s'il cherche à lui nuire ou non, mais le tueur connaît sa véritable nature et son passé.

## Distribution

### Acteurs principaux
- Michael C. Hall (VF : Patrick Mancini) : Dexter Morgan
- Julie Benz (VF : Anneliese Fromont de Vitis) : Rita Bennett
- Jennifer Carpenter (VF : Stéphanie Hédin) : Debra Morgan
- Erik King (VF : Patrick Bonnel) : James Doakes
- Lauren Vélez (VF : Marie Vincent) : Maria LaGuerta
- David Zayas (VF : Enrique Carballido) : Angel Batista
- James Remar (VF : Patrice Baudrier) : Harry Morgan

### Acteurs récurrents
- C. S. Lee (VF : Pierre Val) : Vince Masuka
- Christina Robinson (VF : Alice de Vitis) : Astor Bennett
- Preston Bailey (VF : Volodia Girard) : Cody Bennett
- Geoff Pierson (VF : Jean Barney) : Tom Matthews
- Devon Graye (VF : Mathieu Laurent) : Dexter adolescent
- Dominic Janes (en) (VF : Virgil Leclaire) : Dexter enfant

- Sage Kirkpatrick (VF : Ludmila Ruoso) : Laura Moser
- Christian Camargo (VF : Anatole de Bodinat) : Rudy Cooper / Brian Moser
- Mark Pellegrino (VF : Nicolas Lormeau) : Paul Bennett

## Épisodes

### Épisode 1:Dexter
- États-Unis : 
  - 1er octobre 2006 sur Showtime
  - 17 février 2008 sur CBS[1]
- Canada : 1er octobre 2006 sur Movie Central et 2 octobre 2006 sur The Movie Network[2]
- Belgique : 17 mars 2007 sur Be Séries
- France : 
  - 17 mai 2007 sur Canal+
  - 18 février 2010 sur TF1
  - 25 janvier 2013 sur NT1
- Québec : 2008 sur Mystère

- États-Unis : 1 million de téléspectateurs[3] (première diffusion)

### Épisode 2:Les Larmes du crocodile
- États-Unis : 8 octobre 2006 sur Showtime
- France : 
  - 17 mai 2007 sur Canal+
  - 18 février 2010 sur TF1
  - 25 janvier 2013 sur NT1

### Épisode 3:Ouverture du score
Popping Cherry (trad. litt. : « Première fois
- États-Unis : 15 octobre 2006 sur Showtime
- France : 
  - 24 mai 2007 sur Canal+
  - 25 février 2010 sur TF1
- Québec : 24 juin 2008 sur Mystère[4]

### Épisode 4:Bout à bout
- États-Unis : 22 octobre 2006 sur Showtime
- France : 
  - 24 mai 2007 sur Canal+
  - 25 février 2010 sur TF1

### Épisode 5:Le Rêve américain
- États-Unis : 29 octobre 2006 sur Showtime
- France : 
  - 31 mai 2007 sur Canal+
  - 4 mars 2010 sur TF1

- France : 715 000 téléspectateurs (première diffusion, soit 12 % des abonnés de Canal+)

### Épisode 6:Retour à l'envoyeur
- États-Unis : 5 novembre 2006 sur Showtime
- France : 
  - 31 mai 2007 sur Canal+
  - 4 mars 2010 sur TF1

- France : 715 000 téléspectateurs (première diffusion, soit 12 % des abonnés de Canal+)

### Épisode 7:Ça reste entre nous
- États-Unis : 12 novembre 2006 sur Showtime
- France : 
  - 7 juin 2007 sur Canal+
  - 11 mars 2010 sur TF1

- France : 900 000 téléspectateurs (première diffusion, soit 15,2 % des abonnés de Canal+)

- Mark Pellegrino (Paul Bennet)

### Épisode 8:Démystification
- États-Unis : 19 novembre 2006 sur Showtime
- France : 
  - 7 juin 2007 sur Canal+
  - 11 mars 2010 sur TF1

- France : 900 000 téléspectateurs (première diffusion, soit 15,2 % des abonnés de Canal+)

- Tony Goldwyn (Dr Emmett Meridian)

### Épisode 9:Au nom du père
- États-Unis : 26 novembre 2006 sur Showtime
- France : 
  - 14 juin 2007 sur Canal+
  - 11 mars 2010 sur TF1

### Épisode 10:Chambre 103
- États-Unis : 3 décembre 2006 sur Showtime
- France : 
  - 14 juin 2007 sur Canal+
  - 18 mars 2010 sur TF1

### Épisode 11:Tout se dit
- États-Unis : 10 décembre 2006 sur Showtime
- France : 
  - 21 juin 2007 sur Canal+
  - 18 mars 2010 sur TF1

### Épisode 12:Home Sweet Home
- États-Unis : 17 décembre 2006 sur Showtime
- France : 
  - 21 juin 2007 sur Canal+
  - 18 mars 2010 sur TF1

- États-Unis : 1,08 million de téléspectateurs[5] (première diffusion)
- France : 1,2 million de téléspectateurs (première diffusion)